# Landala kapell
Landala kapell, ursprungligen Domkyrkans nya annex i Landala, därefter Landalakapellet är en kyrkobyggnad i stadsdelen Landala i Göteborg som drivs av Evangeliska fosterlandsstiftelsen.

## Församlingstillhörighet
Fram till 1907 tillhörde kapellet Göteborgs domkyrkoförsamling. En annons om invigningen säger: "Domkyrkans nya annex i Landala inviges högtidligen i morgon söndag kl. 10 f. m. av domprosten Rosell, varefter bliver högmässa kl. 11 f. m. av stadskomminister Hallén. I denna kyrka kommer hädanefter att hållas högmessogudstjänst varje söndag kl. 11 f. m."
Från 1908 var kapellet enda kyrkan i Vasa församling fram till Vasakyrkans invigning 1909. Då Johannebergs församling bröts ut ut Vasa församling 1928, blev kyrkan åter enda kyrka i församlingen, fram till Johannebergskyrkans invigning 1940. Därefter fungerade kapellet mellan 1940 och 2015 som distriktskyrka i Johannebergs församling. Församlingens verksamhet i Landala kapell avslutades med en avslutningsgudstjänst den 29 november 2015.
Sedan 2016 hyr Evangeliska fosterlandsstiftelsen kapellet av Svenska kyrkan.

## Kyrkobyggnaden
Ursprungligen byggdes kapellet 1885 efter ritningar av Carl Möller. Det är byggt i trä och målat i en faluröd kulör. Vid altaret finns ett kors i kopparemalj utfört av Elisabet Weixlgärtner-Söderberg.
Kapellet flyttades den 27 oktober 1919 från hörnet av Erik Dahlbergsgatan och Kapellgatan till sin nuvarande plats vid Kapellgången. 
Delar av byggnaden förstördes 1960 vid en brand. Tornet eldhärjades värst men kyrktuppen satt kvar och klockan hade inte fallit. Kyrksalen blev rök- och vattenskadad. Kapellet återinvigdes 1962 efter en restaurering av arkitekt Sven Brolid, varvid den bakre delen av kyrkan blev samlingssal.